# Boechera nevadensis
Boechera nevadensis là một loài thực vật có hoa trong họ Cải. Loài này được (Tidestr.) Windham & Al-Shehbaz mô tả khoa học đầu tiên năm 2006.